# ブルックリン・リー

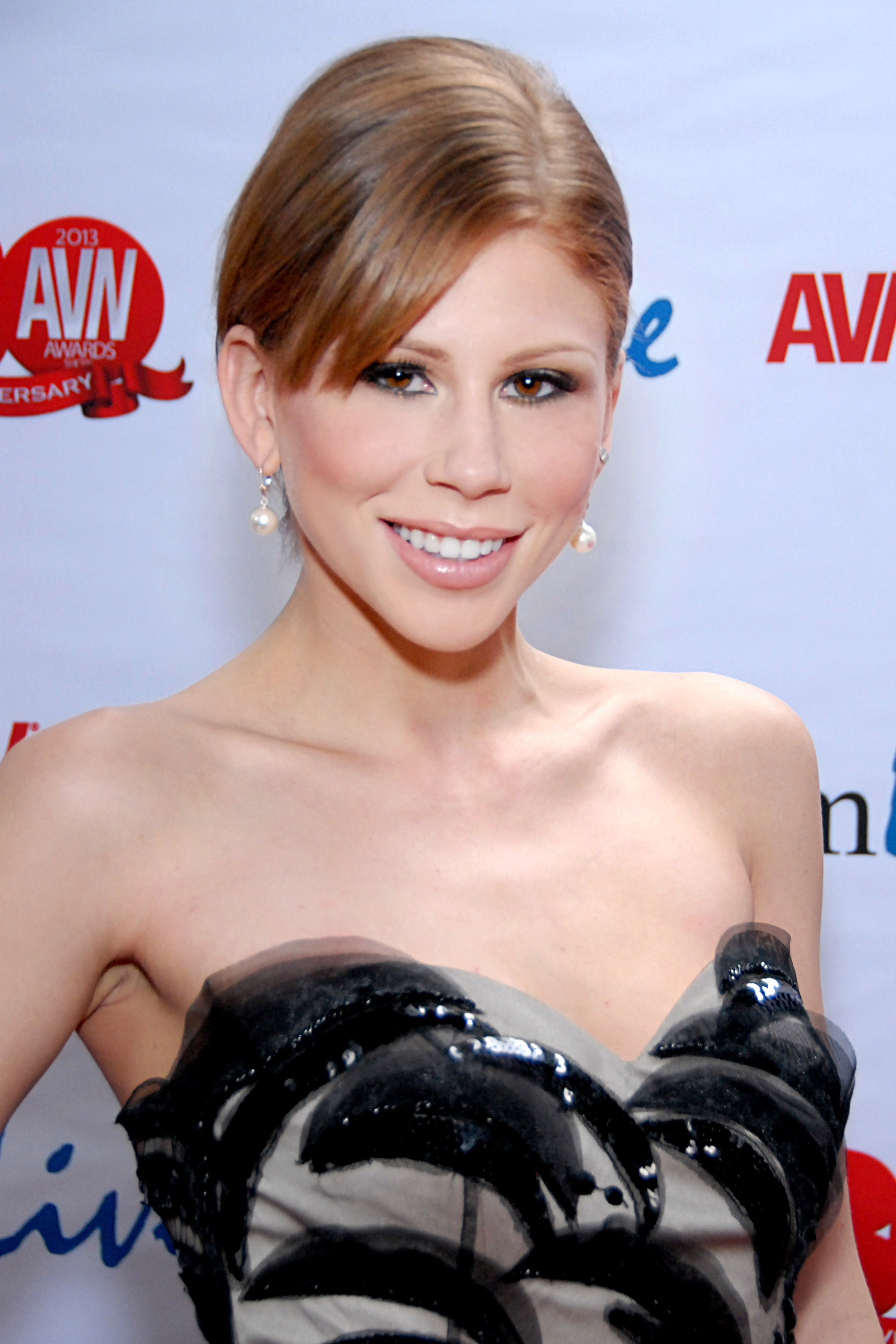
ブルックリン・リー

ブルックリン・リー（Brooklyn Lee、 1989年6月1日 - ）は、アメリカ合衆国のポルノ女優。オハイオ州出身。

## 経歴
2012年に、AVN最優秀新人賞を受賞した。